# Friedrich Nieschlag
Friedrich Nieschlag (* 7. Mai 1901 in Bad Zwischenahn-Wehnen; † 1. Juli 1991 in Oldenburg) war ein deutscher Agrarwissenschaftler. Als Direktor der Landwirtschaftlichen Untersuchungs- und Forschungsanstalt Oldenburg (nach 1950 Abteilung der Landwirtschaftskammer Weser-Ems) hat er über drei Jahrzehnte die Entwicklung der regionalen Landwirtschaft nachhaltig beeinflusst.

## Leben
Friedrich Nieschlag besuchte in Oldenburg das Gymnasium, absolvierte anschließend eine dreijährige landwirtschaftliche Lehre und studierte ab 1923 Landwirtschaft in Hohenheim. 1926 trat er in den Dienst der Landwirtschaftlichen Untersuchungs- und Forschungsanstalt bei der Oldenburgischen Landwirtschaftskammer (der späteren Landwirtschaftskammer Weser-Ems). Zunächst war er dort als wissenschaftlicher Assistent tätig. 1933 übernahm er als Abteilungsleiter den Bodenuntersuchungsdienst und 1938 wurde er zum Direktor dieser Anstalt ernannt. Hier wirkte er bis zum Jahre 1966.
Nieschlag befasste sich anfangs mit Fragen der Tierfütterung, später hauptsächlich mit Problemen des Bodennährstoffhaushaltes, der Düngung und mit allen Aspekten der Bodenfruchtbarkeit. Durch seine wissenschaftlichen Versuche, durch begeisternde Vorträge und durch praxisnahe Veröffentlichungen hat er die Entwicklung der Landwirtschaft in Nordwestdeutschland, vor allem im Weser-Emsgebiet, nachhaltig beeinflusst. Zahlreiche Landwirte ehrten ihn mit dem Titel „Bauernprofessor“. Seine vielseitigen Aktivitäten und die Beschäftigung mit den jeweils aktuellen Problemen im Landbau machten seinen Namen auch weit über die Grenzen Niedersachsens bekannt. Die erfolgreichsten Ratgeber für die Landwirte waren seine Bücher Der fruchtbare Boden (1961, 2. Aufl. 1969) und Die Düngung in der Praxis (1963).
Von 1951 bis 1966 war Nieschlag Vorsitzender der Fachgruppe Bodenfruchtbarkeit im Verband deutscher landwirtschaftlicher Untersuchungs- und Forschungsanstalten (VDLUFA). Verdienste erwarb er sich durch engagierte Tätigkeiten in mehreren Ausschüssen der Deutschen Landwirtschafts-Gesellschaft, als Vorsitzender der Arbeitsgemeinschaft der Bodenspezialisten der Bundesländer und als Mitglied der Arbeitsgemeinschaft Internationale Dauerversuche.
In Anerkennung seiner Verdienste um die Landwirtschaft wurde Nieschlag von der Deutschen Landwirtschafts-Gesellschaft mit der Max-Eyth-Denkmünze in Silber und mit der Schultz-Lupitz-Medaille ausgezeichnet. 1978 wurde ihm das Verdienstkreuz am Bande des Verdienstordens der Bundesrepublik Deutschland verliehen.

## Werke
- Zubereitung der Futtermittel und ihr Einfluß auf den Futterwert. Verlag Strothe Hannover 1950 = Schriftenreihe zur Fütterungslehre H. 8.
- Jubiläumsschrift zum 75jährigen Bestehen des Landwirtschaftlichen Untersuchungsamtes und der Versuchsanstalt der Vorläufigen Landwirtschaftskammer Weser-Ems in Oldenburg. In Gemeinschaft mit den Mitarbeitern herausgegeben von F. Nieschlag. Oldenburg 1951.
- Studie über das Düngemittel Schwefelsaures Ammoniak. Ruhr-Stickstoff AG, Bochum 1953 = Boden und Pflanze Bd. 3.
- Friedrich Nieschlag und Hans Wacker: Wirtschaftliche Schweinemast. DLG-Verlag Frankfurt/M. 1957; 2. völlig neubearb. Aufl. 1962.
- Der fruchtbare Boden. Erhaltung und Mehrung der Bodenfruchtbarkeit als Voraussetzung für den Betriebserfolg. DLG-Verlag Frankfurt/M. 1961; 2. stark erw. u. verb. Aufl. ebd. 1969.
- Die Düngung in der Praxis. Ein Leitfaden unter Berücksichtigung der veränderten Ansprüche in der pflanzlichen und tierischen Produktion. DLG-Verlag Frankfurt/M. 1963.